# Norbert Elias
Norbert Elias, nemški sociolog judovskega rodu 20. stoletja, * 22. junij 1897, Vroclav, † 1. avgust 1990, Amsterdam.
Velja za enega največjih sociologov 20. stoletja. Večino svojega življenja je bil zelo prezrt, njegova dela so bila splošno sprejeta šele proti koncu njegovega življenja in predvsem po njegovi smrti. Najbolj znan je po svoji teoriji o procesu civiliziranja. Njegova ambiciozna vizija na področju družbenih ved je obsegala celoten razvoj človeške družbe, vključno z dolgoročno rastjo znanja in znanosti. Njegova dela obsegajo raznolike teme kot so nasilje, šport, staranje in umiranje, čas, delo, umetnost, poezija, utopije in odnosi med spoloma. Mreže neodvisnih ljudi (figuracij) je primerjal s plesom-stalnim strukturiranim tokom. Njegov pristop je postal znan kot "figurativna sociologija" ali bolj splošno - figurativne študije.

## Življenjepis

### Mladost
Norbert Elias se je rodil 22. junija v Breslavu (današnji Wrocław), ki se nahaja v zahodnem delu Poljske (Spodnje šlezijsko vojvodstvo). Rodil se je materi Sofiji Elias in očetu Hermanu Eliasu. Pri osemnajstih letih (l.1915) je Norbert uspešno opravil maturo na prestižni Johannovi gimnaziji v Breslavu (Johannesgymnasium). Nekaj mesecev po opravljeni maturi se je Norbert prostovoljno vključil v nemško vojsko. V času prve svetovne vojne je bil zaposlen kot pismonoša. Med vojno je Norbert, pri vsega dvajsetih letih, utrpel živčni zlom, posledično je moral zapustiti zahodno vojno fronto in se vrniti v Breslav.

### Študij in izobraževanje
Še isto leto je začel na Breslavski univerzi študirati filozofijo in medicino. Kljub opravljenim začetnim izpitom je leto kasneje opustil študij medicine in se osredotočil na filozofijo. Svoj študij je financiral z denarjem, ki ga je zaslužil kot vodja izvoznega oddelka pri lokalni tovarni. V času študija je bil Norbert Elias eden glavnih intelektualcev nemško-judskega porekla in posledično pomemben član mladinskega cionističnega gibanja "Blau-Weiss".
Pri sedemindvajsetih letih je Norbert doktoriral iz filozofije z doktorskim delom Idee und Individuum (Ideje in posamezniki). Doktorsko nalogo je naredil pod vodstvom neokantističnega filozofa Richarda Hönigswalda, s katerim se je Norbert o teoriji svoje doktorske naloge močno sprl. Vir spora je bila Norbertova trditev, da nekatere kategorije mišljenja (Newtonski prostor, čas, vzročnost) in nekatera moralna načela ne izhajajo iz izkušenj, ampak so v človeškem umu večne in univerzalne. Hönigswald je to trditev brez pomisleka zavrnil, saj se le ta ni skladala z njegovimi načeli. Prav zaradi te zavrnitve se je Norbert odločil, da se bo preusmeril v študij sociologije.
Pri osemindvajsetih letih (l.1925) se je preselil v Heidelberg (nemško mesto v zvezni državi Baden-Württemberg), kjer je na pobudo Alfreda Weberja začel študij sociologije. Alfred ga je v Heidelbergu sprejel kot resnega kandidata za profesorstvo in ga predstavil ostalim intelektualcem v mestu. Hitro se je spoprijateljil s predavateljem Karlom Menheimom. Leta 1929, je bilo Karlu ponujeno mesto predavatelja v Frankfurtu, katerega je sprejel in s seboj vzel tudi Norberta, kot akademskega asisitenta. Zaradi prihoda nacistične stranke na oblast (l. 1933) sta bila Karl Menheim in Norbert Elias prisiljena prenehati z delom, saj njune teorije niso bile v skladu z nacističnimi. Zaradi tega tudi Norbertova profesorska naloga z naslovom Der höfische Mensch (Človek sodišča) ni bila nikoli moralno sprejeta in je bila objavljena šele 36 let kasneje, ampak v milejši in družbeno sprejemljivejši obliki pod imenom Die höfische Gesellschaft (Ljudje sodišča).

### Življenje med 2. svetovno vojno
Zaradi razmer v državi in svojega judovskega izvora je bil Elias pri šestintridesetih letih (l.1933) prisiljen zbežati v Pariz. Tam je preživel 2 leti kot podpornik privatne šole in delavec v tovarni otroških igrač. Leta 1935 je odšel v London, kjer se je preživljal s finančnimi skladi judovske organizacije za begunce. V Londonu je začel pisati svoje najpomembnejše delo der Prozess der Zivilisation, v katerem je opisal nacistično pobijanje Judov kot barbarski pokol. Navdih za pisanje je dobil ob smrti matere v koncentracijskem taborišču Auschwitz. Ko je to delo izšlo leta 1939 v Švici, je Elias postal nemški nasprotnik in bil zato prisiljen ostati v Angliji.
Istega leta je ponovno združil moči z dobrim prijateljem in mentorjem Karlom Meinheimom. Skupaj sta delovala na univerzi v Cambridgu. Ker so Nemci prevzeli oblast, je bil Elias za 8 mesecev izgnan v Liverpool, kjer je napisal dramo Die Ballade vom armen Jakob (Balada ubogega Jakoba). S koncem vojne leta 1941, se je Norbert lahko vrnil v Cambridge, kjer je deloval v okviru britanske obveščevalne službe in preučeval nacistične zapornike. Na podlagi ugotovitev je napisal esej Der Zusammenbruch der Zivilisation (Propad civilizacije). Predaval je tudi psihologijo, filozofijo in ekonomijo na univerzi v Leicestru ter deloval kot skupinski terapevt v Group Analytic Society (Skupinsko analitično društvo), ki ga je soustanovil z S. H. Foulkesom, J. Abercrombiem. Pri petinpetdesetih letih (l.1952) je bil tudi uradno priznan kot britanski državljan.

### Poznejše življenjsko obdobje
Šele leta 1954 je prvič postal profesor in sicer na univerzi v Leicesteru, kjer je s prijateljem Ilyo Neustadtom ustanovil najvplivnejši sociološki oddelek v državi. Norbert se je leta 1962 upokojil, a kljub temu je nadaljeval delo s študenti. Sam je predaval številnim znanim študentom, kot na primer John Eldridge, Chris Bryant, Chris Rojek, Paul Hirst…
Med leti 1962 in 1964 je predaval tudi na univerzi v Gani. Po ponovni vrnitvi v Evropo pa je živel v Amsterdamu in potoval po evropskih univerzah, kjer je predaval kot gost. Po letu 1969 je začel njegov ugled naraščati, saj je objavil novo, razširjeno različico najpomembnejšega dela der Prozess der Zivilisation z naslovom Über den Prozess der Zivilisation in Die höfische Gesellschaft.

### Smrt
Norbert Elias je umrl prvega avgusta 1990, pri triindevetdesetih letih, v svoji hiši v Amsterdamu. Po njegovi smrti so po njemu poimenovali most v Vondelparku in ulico v Almeru.

## Delo
Eliasova teorija se je osredotočala na razmerje med močjo, vedenjem, čustvi in znanjem skozi čas. Imel je ključno vlogo pri oblikovanju tako imenovane procesne ali figuracijske sociologije. Elias je dolgo veljal za zanemarljivega avtorja, preden ga je nova generacija učenjakov ponovno odkrila v 70. letih 20. stoletja. Sčasoma je postal eden najvplivnejših sociologov vseh časov. Zanimanje za njegovo delo lahko delno pripišemo dejstvu, da njegov koncept velikih družbenih figuracij ali mrež soodvisnosti med ljudmi pojasnjuje nastanek in delovanje velikih družbenih struktur, ne da bi zanemaril vidik avtonomije posameznika.
Njegovo najbolj znano delo je Über den Prozess der Zivilisation (O procesu civiliziranja-edino delo prevedeno v slovenščino). Objavljeno je bilo v nemščini, v dveh zvezkih. Do njegove ponovne objave leta 1969 je bilo skoraj povsem spregledano. Prvi zvezek sledi zgodovinskemu razvoju evropskega habitusa ali »druge narave« posameznih psihičnih struktur, oblikovanih s strani družbenih odnosov. Elias je raziskal kako so se post-srednjeveški standardi glede nasilja, spolnega vedenja, telesnih funkcij, bontona in oblik govora postopoma spreminjali, zaradi naraščajočih pragov sramu in odvratnosti, ki so izhajali iz jedra sodnega kodeksa. Ponotranjeno »samoomejevanje«, ki ga vsiljujejo vse bolj zapletene mreže družbenih povezav, je razvilo »psihološko« samopodobo, ki jo je Sigmund Freud prepoznal kot »super-ego«. Drugi zvezek preučuje vzroke teh procesov, ki jih najde v vse bolj centralizirani zgodnje moderni državi in vse bolj različni ter medsebojno povezani mreži družbe.
Ko je Eliasovo delo postalo splošno znano, so njegovo analizo procesa sprva narobe razumeli kot dodatek diskreditiranega »socialnega darvinizma«. Ideja o naraščajočem napredku je bila zavrnjena, ker je bila brana kot zaporedna zgodovina, ne pa kot prispodoba za družbeni proces.
Elias je pisal tako v nemščini, kot tudi v angleščini. V angleščini je napisal skoraj vsa dela na področju sociologije znanja in znanosti (večina katerih bi se bolj priročno imenovala »filozofija znanosti«).
Preden se je upokojil, je Elias objavil le eno knjigo, (Über den Prozess der Zivilisation) in le nekaj člankov. Do njegove smrti leta 1990 je objavil 15 knjig in okoli 150 esejev. Vedno je pisal zelo veliko, vendar je bil le redko zadovoljen z rezultati in je zelo nerad objavljal svoja dela. Zanimivo je tudi dejstvo, da ga je bilo zelo težko prepričati, da bi se lotil banalnih nalog, kot sta branje in popravljanje prevodov svojih del, čeprav je bil glede svojega pisanja velik perfekcionist.

## Fundacija Norbert Elias
Da bi še naprej spodbujal razumevanje družbenih ved, ki temeljijo na procesih in odnosih, je Elias leta 1983 ustanovil Fundacijo Norbert Elias, ki je po njegovi smrti podedovala vso njegovo premoženje.

## Arhiv Norberta Eliasa
Arhiv Norberta Eliasa vsebuje neobjavljene tipkopise in rokopise (znanstvenih besedil in pesmi) in njegova dopisovanja. Od leta 1994 je v Nemškem arhivu literature (DLA) v Marbachu na Neckarju in je dostopen raziskovalcem s področij znanosti in literature. Nadaljnje raziskave dokumentov arhiva Norbert Elias podpira fundacija Norbert Elias.
Popis arhiva Norberta Eliasa je na voljo v Nemškem arhivu literature. Sestavljen je iz treh delov:
- 1. del: Korespondenca in rokopisi po letu 1984
- 2. del: Knjižnica Norberta Eliasa (z zapiski Norberta Eliasa in brez njih)
- 3. del: Korespondenca in rokopisi pred letom 1984

Arhiv Norberta Eliasa med drugim vsebuje dolgo zanemarjeno dopisovanje med Norbertom Eliasom in sociologom Pierrom Bourdieujem (od 1976 do 1990).

## Nagrade
- 1977: Nagrada Theodora W. Adorna
- 1980: Častni doktorat Univerze v Bielfeldu
- 1986: Veliki križ Zvezne republike Nemčije za zasluge
- 1987: Nagrade nizozemske kraljice: Poveljnik oranžno-nassavskega reda
- 1987: Evropska nagrada Amalfi za sociologijo in družbene vede
- 1990: Noninova nagrada 'Mojster našega časa'.

### Prevodi in članki o njem v slovenščini
1. O procesu civiliziranja : sociogenetske in psihogenetske raziskave Elias, Norbertknjiga | slovenski | 2000-2001
2. O uporabi noža za mizo Elias, Norbertčlanek – sestavni del | slovenski | 2000 Vir: Delo. ISSN 0350-7521. - Leto 42, št. 259 (8. nov. 2000), str. 30
3. Norbert Elias: O procesu civiliziranja. Prvi zvezek. Vedenjske spremembe v posvetnih višjih slojih zahodnega sveta. Ljubljana: Založba *cf.,2000 Šaver, Boštjančlanek – sestavni del | slovenski | 2001 Vir: Družboslovne razprave. ISSN 0352-3608. - Letn. 17, št. 36 (apr. 2001), str. 113-115
4. Norbert Elias :O procesu civiliziranja - sociogenetske in psihogenetske raziskave : Založba cf., Ljubljana, prvi zvezek 2000, 375 str. 4.320 sit, drugi zvezek 2001, 440 str. 4.230 sit Šaver, Boštjančlanek – sestavni del | slovenski | 2002 Vir: Teorija in praksa : revija za družbena vprašanja. ISSN 0040-3598. - Let. 39, št. 2 (2002), str. 291-294
5. Jonathan Fletcher : Violence and civilization - an introduction to the work of Norbert Elias : Nasilje in civilizacija - uvod v delo Norberta Eliasa Kanduč, Zoran, 1962-članek – sestavni del | slovenski | 2001 Vir: Revija za kriminalistiko in kriminologijo. ISSN 0034-690X. - Let. 52, št. 1 (jan./mar.2001), str.71-75
6. Votline družbenega habitusa : analiza pojavnega in stratifikacijskega konteksta dveh izbranih primerov slovenskih subkultur v luči teorije Pierra Bourdieuja : diplomsko delo Šaver, Boštjandiplomsko delo | slovenski | 2001
7. Za jedilno mizo v srednjem veku = At the dining table in Middle Ages : magistrsko delo Hepe, Lukamagistrsko delo | slovenski | 2016
8. Prehranjevalne navade plemstva v poznem srednjem veku : diplomsko delo = Eating habits of the nobility in the late middle ages : graduation thesis Praprotnik, Mateja, 1988-diplomsko delo | slovenski | 2013
9. Izražanje negativnih čustev : diplomsko delo Anžur, Veronikadiplomsko delo | slovenski | 2009
10. Maščevanje kot pravni običaj sistema reševanja sporov na Slovenskem v zgodnjem novem veku : doktorska disertacija Oman, Žigadisertacija | slovenski | 2018
11. Srbski mit o Kosovu : diplomsko delo Potočnik, Anamarija | slovenski | 2011
12. Modeli mehke logike in nevronske mreže za analizo geotehničnih konstrukcij : doktorska disertacija Jelušič, Primoždisertacija | slovenski | 2013
13. Delovanje nemškega okupatorja v Mežiški dolini med letoma 1941 in 1945 : doktorska disertacija Skitek, Vinkodisertacija | slovenski | 2016
14. Besedilnovrstne značilnosti nemških medmrežnih dnevnikov s stališča teorije naravnosti : doktorska disertacija Kopold, Dejandisertacija | slovenski | 2011
15. Kazenski sodni procesi na Okrožnem sodišču v Mariboru v letih 1930-1941 - zgodovinski vidiki : doktorska disertacija Žuraj, Markodisertacija | slovenski | 2012
16. Narodna kultura, nacija i civilizacijski proces: teorija Norberta Eliasa Rihtman-Auguštin, Francčlanek – sestavni del | slovenski | 1992 Vir: Zgodovinske vzporednice slovenske in hrvaške etnologije - [5] : Dolenjske Toplice, 3.- 5.11.1987. - str. 14-28
17. Reformacijska gibanja v okviru evropskega 16. stoletja Štuhec, Markočlanek – sestavni del | slovenski | 2008 Vir: Slavia Centralis. ISSN 1855-6302. - Letn. 1, št. 1 (2008), str. 5-20